# Eleições estaduais em Mato Grosso em 1994
As eleições estaduais em Mato Grosso em 1994 ocorreram em 3 de outubro como parte das eleições gerais no Distrito Federal e em 26 estados. Foram eleitos o governador Dante de Oliveira, o vice-governador Márcio Lacerda e os senadores Jonas Pinheiro e Carlos Bezerra, além de oito deputados federais e vinte e quatro deputados estaduais, num pleito decidido em primeiro turno. Conforme a Constituição de 1988 e a Lei nº. 8.713, a posse ocorreria em 1º de janeiro de 1995 para um mandato de quatro anos.
Nascido em Cuiabá, o engenheiro civil Dante de Oliveira é graduado pela Universidade Federal do Rio de Janeiro. Quando universitário, militou no Movimento Revolucionário Oito de Outubro quando o movimento abdicou da luta armada contra o Regime Militar de 1964. Filiado ao MDB, perdeu a eleição para vereador em sua cidade natal em 1976, mas elegeu-se deputado estadual em 1978. Findo o bipartidarismo, entrou no PMDB, sendo eleito deputado federal em 1982 e nessa condição apresentou uma emenda restaurando a eleição direta para presidente e cuja repercussão levou à campanha pelas Diretas Já.
Com a rejeição da emenda, a oposição articulou-se para as eleições presidenciais indiretas de 1985 e nelas a vitória de Tancredo Neves pôs fim aos governos militares. No mesmo ano, Dante de Oliveira foi eleito prefeito de Cuiabá e alguns meses depois da posse licenciou-se do cargo para comandar o Ministério da Reforma Agrária a convite do presidente José Sarney. Ao deixar a prefeitura, trocou seu partido pelo PDT e mesmo derrotado na eleição para deputado federal em 1990 por falta de quociente eleitoral, conquistou um novo mandato de prefeito de Cuiabá em 1992, ao qual renunciou para disputar o Palácio Paiaguás.
Natural de Corumbá, o advogado Márcio Lacerda formou-se pela Universidade Federal do Rio de Janeiro em 1974. Sua família tem base política em Cáceres e graças a esse fato elegeu-se deputado estadual via MDB em 1978 e deputado federal pelo PMDB em 1982, chegando a presidir o diretório estadual das legendas em questão. Votou a favor da emenda Dante de Oliveira em 1984 e em Tancredo Neves no Colégio Eleitoral em 1985, Eleito senador em 1986, subscreveu a Constituição de 1988 e foi eleito vice-governador em 1994.

## Resultado da eleição para governador
Com informações oriundas do Tribunal Superior Eleitoral.
| Candidatos a governador do estado | Candidatos a vice-governador | Número | Coligação                                                                          | Votação | Percentual |
| --------------------------------- | ---------------------------- | ------ | ---------------------------------------------------------------------------------- | ------- | ---------- |
| Dante de Oliveira PDT             | Márcio Lacerda PMDB          | 12     | Frente Cidadania e Desenvolvimento (PDT, PMDB, PSDB, PT, PSB, PCdoB, PPS, PV, PMN) | 471.104 | 71,27%     |
| Osvaldo Sobrinho PTB              | Filinto Correia da Costa PFL | 14     | União por Mato Grosso (PTB, PFL,PPR, PP, PL, PRN, PSC, PRP, PTdoB)                 | 167.072 | 25,27%     |
| Ivanildo Oliveira PSD             | Norberto Ferreira PSD        | 41     | PSD (sem coligação)                                                                | 22.850  | 3,46%      |
| Fontes:                           |                              |        |                                                                                    |         |            |

## Resultado da eleição para senador
Foram apurados 1.157.593 votos nominais na disputa pelas duas vagas em aberto.
| Candidatos a senador da República | Candidatos a suplente de senador                                   | Número | Coligação                                                                          | Votação | Percentual |
| --------------------------------- | ------------------------------------------------------------------ | ------ | ---------------------------------------------------------------------------------- | ------- | ---------- |
| Jonas Pinheiro PFL                | Blairo Maggi PP Vicente Riva PPR                                   | 253    | União por Mato Grosso (PTB, PFL,PPR, PP, PL, PRN, PSC, PRP, PTdoB)                 | 281.998 | 24,36%     |
| Carlos Bezerra PMDB               | Elói Luiz de Almeida PMDB Elarmim Miranda PMDB                     | 152    | Frente Cidadania e Desenvolvimento (PDT, PMDB, PSDB, PT, PSB, PCdoB, PPS, PV, PMN) | 281.885 | 24,35%     |
| Antero Paes de Barros PDT         | Luís Vicente Arruda Falcão PT Mário Marcio Gomes Torres PDT        | 123    | Frente Cidadania e Desenvolvimento (PDT, PMDB,PSDB, PT, PSB, PCdoB, PPS, PV, PMN)  | 281.206 | 24,29%     |
| Louremberg Nunes Rocha PPR        | Benedicto do Nascimento Júnior PTB Evaristo Roberto Vieira Cruz PL | 112    | União por Mato Grosso (PTB, PFL, PPR, PP, PL, PRN, PSC, PRP, PTdoB)                | 250.017 | 21,60%     |
| Manoel Novaes PSD                 | Mafalda Santello Pedra PSD Adelzinha Souza de Castro PSD           | 413    | PSD (sem coligação)                                                                | 62.487  | 5,40%      |
| Fontes:                           |                                                                    |        |                                                                                    |         |            |

## Deputados federais eleitos
São relacionados os candidatos eleitos com informações complementares da Câmara dos Deputados.

Representação eleita
  PSDB: 1
  PDT: 1
  PPR: 1
  PL: 1
  PT: 1
  PMDB: 1
  PTB: 1
  PP: 1

| Número  | Deputados federais eleitos | Partido | Votação | Percentual | Cidade onde nasceu   | Unidade federativa |
| 4511    | Roberto França             | PSDB    | 108.127 | 20,70%     | Cuiabá               | Mato Grosso        |
| 1212    | Antônio Joaquim            | PDT     | 36.170  | 6,92%      | Goiânia              | Goiás              |
| 1111    | Rogério Silva              | PPR     | 32.173  | 6,16%      | Ubá                  | Minas Gerais       |
| 2290    | Wellington Fagundes        | PL      | 30.023  | 5,75%      | Rondonópolis         | Mato Grosso        |
| 1313    | Gilney Viana               | PT      | 28.713  | 5,50%      | Crisólita            | Minas Gerais       |
| 1515    | Tetê Bezerra               | PMDB    | 27.911  | 5,34%      | Pirajuí              | São Paulo          |
| 1414    | Rodrigues Palma            | PTB     | 26.490  | 5,07%      | Cuiabá               | Mato Grosso        |
| 3940    | Augustinho Freitas         | PP      | 20.956  | 4,01%      | Aparecida do Taboado | Mato Grosso do Sul |
| Fontes: |                            |         |         |            |                      |                    |

## Deputados estaduais eleitos
Representação eleita
  PFL: 6
  PDT: 4
  PL: 4
  PMDB: 3
  PSDB: 2
  PMN: 2
  PT: 1
  PPR: 1
  PSB: 1

| Número  | Deputados estaduais eleitos | Partido | Votação | Percentual | Cidade onde nasceu  | Unidade federativa |
| 12150   | Wilson Santos               | PDT     | 25.946  | 3,90%      | Dracena             | São Paulo          |
| 25151   | Romoaldo Boraczynski Júnior | PFL     | 18.822  | 2,83%      | Paranavaí           | Paraná             |
| 13222   | Serys Slhessarenko          | PT      | 16.596  | 2,49%      | Cruz Alta           | Rio Grande do Sul  |
| 15125   | José de Lacerda Filho       | PMDB    | 16.343  | 2,45%      | Cáceres             | Mato Grosso        |
| 25150   | Humberto Melo Bosaipo       | PFL     | 16.142  | 2,42%      | Goiânia             | Goiás              |
| 11101   | Paulo Sérgio Moura          | PPR     | 14.447  | 2,17%      | Poxoréu             | Mato Grosso        |
| 12112   | Carlos Roberto Santana      | PDT     | 13.870  | 2,08%      | Cuiabá              | Mato Grosso        |
| 22123   | Joaquim David dos Santos    | PL      | 13.250  | 1,99%      | Barra do Garças     | Mato Grosso        |
| 15163   | Pedro Inácio Wiegert        | PMDB    | 12.915  | 1,94%      | Dionísio Cerqueira  | Santa Catarina     |
| 45145   | Ricarte de Freitas Júnior   | PSDB    | 12.907  | 1,94%      | Lages               | Santa Catarina     |
| 12120   | Chico Daltro                | PDT     | 12.726  | 1,91%      | Cuiabá              | Mato Grosso        |
| 22105   | Gilmar Donizete Fabris      | PL      | 12.048  | 1,81%      | José Bonifácio      | São Paulo          |
| 15150   | Ernandy Baracat de Arruda   | PMDB    | 10.971  | 1,65%      | Várzea Grande       | Mato Grosso        |
| 12222   | Zilda Leite de Campos       | PDT     | 10.485  | 1,57%      | Várzea Grande       | Mato Grosso        |
| 25100   | Renê Barbour                | PFL     | 10.167  | 1,53%      | Jales               | São Paulo          |
| 45111   | Luiz Antonio Vitório Soares | PSDB    | 10.016  | 1,50%      | Alto Garças         | Mato Grosso        |
| 25240   | Benedito Pinto da Silva     | PFL     | 9.901   | 1,49%      | Várzea Grande       | Mato Grosso        |
| 25225   | Emanuel Pinheiro            | PFL     | 9.766   | 1,47%      | Cuiabá              | Mato Grosso        |
| 25228   | Moisés Feltrin              | PFL     | 9.738   | 1,46%      | Corumbá             | Mato Grosso do Sul |
| 22110   | Manoel Ferreira de Andrade  | PL      | 9.560   | 1,44%      | Recife              | Pernambuco         |
| 22150   | Amador Ataíde Tut           | PL      | 9.245   | 1,39%      | Presidente Olegário | Minas Gerais       |
| 33101   | José Riva                   | PMN     | 8.090   | 1,21%      | Guaçuí              | Espírito Santo     |
| 40140   | Eliene Lima                 | PSB     | 7.552   | 1,13%      | Tiros               | Minas Gerais       |
| 33144   | Jorge Antônio de Abreu      | PMN     | 5.513   | 0,83%      | Barão de Melgaço    | Mato Grosso        |
| Fontes: |                             |         |         |            |                     |                    |